# Exanticheira rigouti
Exanticheira rigouti är en skalbaggsart som beskrevs av Soula 2002. Exanticheira rigouti ingår i släktet Exanticheira och familjen Rutelidae. Inga underarter finns listade i Catalogue of Life.